# Neuer Markt 13 (Stralsund)
Das Haus mit der postalischen Adresse Neuer Markt 13 ist ein denkmalgeschütztes Gebäude am Neuen Markt, Ecke Langenstraße, im Stralsunder Stadtgebiet Altstadt.

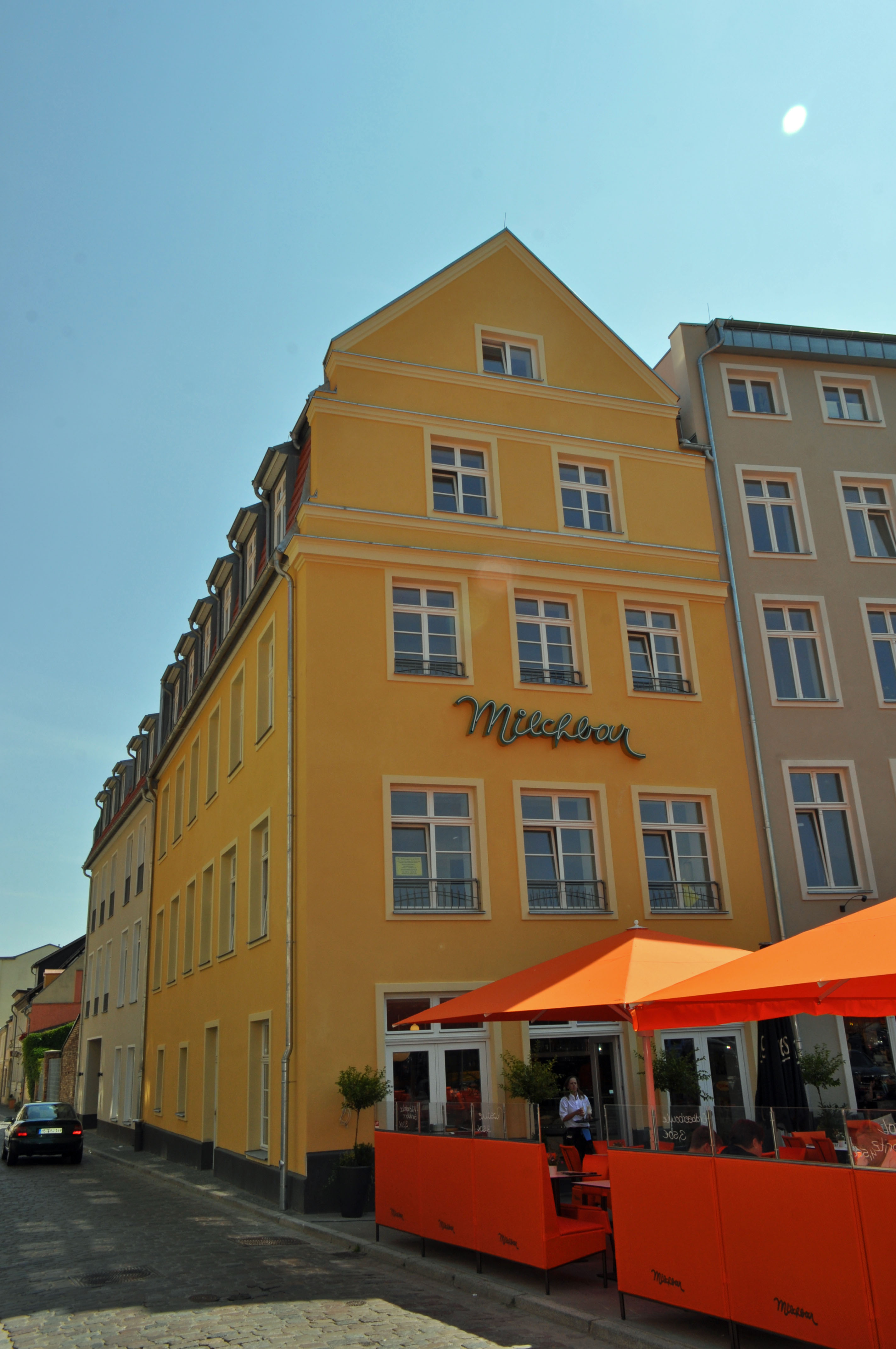
Das Haus Neuer Markt 13 in Stralsund (2013)

Der dreigeschossige und dreiachsige, giebelständige Putzbau wurde in der ersten Hälfte des 18. Jahrhunderts errichtet.
Bei einem Umbau im Jahr 1925 wurde die schlichte Fassade gestaltet und zum Neuen Markt hin ein Dreiecksgiebel aufgesetzt.
Das Gebäude, in dem sich eine Schnapsbrennerei, später das „Café Lewerenz” und von 1956 bis zur politischen Wende in der DDR eine “Milchbar” befand, wurde nach jahrelangem Leerstand und Verfall in den Jahren 2012 und 2013 umfangreich saniert; das Restaurant wurde unter dem alten Namen wiedereröffnet.
Das Haus liegt im Kerngebiet des von der UNESCO als Weltkulturerbe anerkannten Stadtgebietes des Kulturgutes „Historische Altstädte Stralsund und Wismar“. In die Liste der Baudenkmale in Stralsund ist es mit der Nummer 602 eingetragen.